# Кравцов, Пётр Яковлевич
Пётр Яковлевич Кравцов (1892—1979) — советский инженер-металлург, кавалер ордена Ленина (1932).
Родился в 1892 году в Екатеринославе. Образование высшее.
В 1930—1932 гг. главный металлург, в1932-1937 гг. главный инженер и технический директор Мариупольского металлургического завода им. Ильича.
В 1930—1932 гг. руководил группой инженеров и учёных, создавших безуглеродный ферромарганец, сделавший броневую сталь более непробиваемой.
Награждён орденом Ленина (27.10.1932).
В 1937 году арестован. Спецколлегией Сталинского областного суда приговорен к 10 годам ИТЛ с поражением в правах на 3 года.
В начале войны после обращения к Сталину был назначен начальником литейного цеха, организовал производство чугуна для минных корпусов. В 1943 г. освобождён со снятием судимости. В 1961 году реабилитирован.
После войны до выхода на пенсию работал начальником отдела в УкрНИИМет.
Умер в 1979 г.